# Фёйе, Октав
Окта́в Фёйе́ (фр. Octave Feuillet; 11 августа 1821[…], Сен-Ло — 29 декабря 1890[…], Париж) — французский писатель.

## Биография
Октав Фёйе родился 11 августа 1821 года в Сен-Ло. Сын крупного провинциального чиновника.
Роялист по убеждениям, был близок ко двору Наполеона III. В 1862 году был избран в Академию на место Эжена Скриба.
Октав Фёйе выступал как апологет и защитник аристократии. Он создал произведения, насыщенные реакционно-идеалистическими и романтическими настроениями. В этом отношении характерны для Фёйе:
- пьеса «Crise» (1854)
- роман «Histoire de Sibylle» (1862)
- роман «Monsieur de Camors» (1867)
- роман «Journal d’une femme» (1878)
- повесть «La morte» (1886)

Действующие лица преувеличенно благородны или порочны. Нарушителей религиозных и семейных традиций Фёйе приводит к моральному краху. Психологический анализ Фёйе поверхностен. Сюжет построен искусственно. Связь событий случайна и неправдоподобна. Из романов Фёйе особенно был популярен «Le roman d’un jeune homme pauvre» (с фр. — «Роман бедного юноши»; 1858).
Пьесы Фёйе были объединены в ряд сборников «Scènes et proverbes» (1851), «Théâtre complet», 5 томов, (1892—1893). Сочинения Октава Фёйе неоднократно переводились на русский язык до 1917 года.
Октав Фёйе умер 29 декабря 1890 года в Париже.